# مايكل بيزولو
مايكل بيزولو (بالإنجليزية: Mike Pezzullo)‏ سياسي ومسؤول أسترالي، يشغل حاليا منصب سكرتير وزارة الشؤون الداخلية. عٌين في أكتوبر 2014 سكرتيرًا لإدارة الهجرة وحماية الحدود، وفي 20 ديسمبر 2017 تولى منصب سكرتير وزارة الشؤون الداخلية.